# Matchmaking

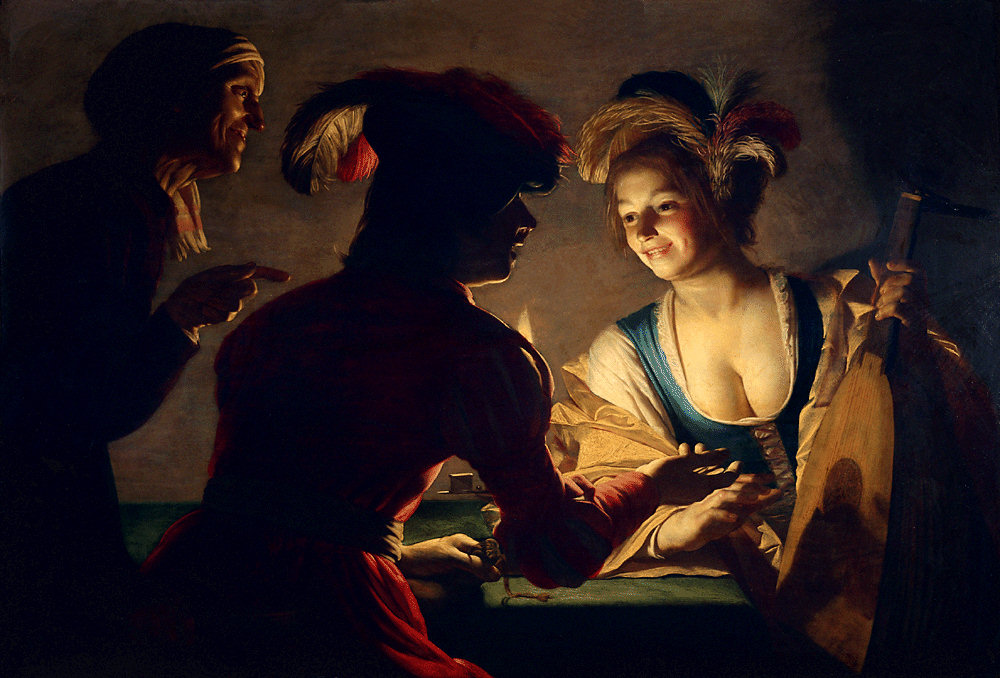
Gerard van Honthorst, The Match-Maker (1625)

Il matchmaking è un anglicismo che designa l'unione di due individui per affinità, di solito ai fini del matrimonio. La parola è usata anche nel contesto di eventi sportivi come la boxe, negli affari, nei videogiochi online e nell'accoppiamento di donatori di organi.

## Storia
Il matchmaking era già applicato nelle agenzie matrimoniali tradizionali, con la diffusione delle tecnologie informatiche il significato della parola si è ampliato fino a designare anche un insieme di tecniche supportate da software e rese disponibili online.
In origine il termine significava semplicemente: "incontrare gusti e affinità comuni".

## Altri usi

### Affari
Il concetto di matchmaking è utilizzato anche nel mondo degli affari ed è noto come B2B Matchmaking, Investor Matchmaking, Business Speed Dating o Brokerage Events. Contrariamente alle soluzioni di social networking, qui sono al centro gli incontri tra uomini d'affari. Per esempio, le organizzazioni fieristiche trovano in questo concetto un valore aggiunto per i loro espositori, perché dà loro l'opportunità di organizzare incontri programmati avanzati. Seguendo l'ispirazione dei siti di incontri, alcune piattaforme di networking B2B online hanno sviluppato soluzioni avanzate di corrispondenza aziendale, che consentono l'identificazione dei partner commerciali pertinenti.

### Videogiochi
Il termine viene utilizzato anche da alcuni videogiochi multiplayer: per esempio quando un giocatore decide di giocare, il sistema di matchmaking del gioco cerca automaticamente un giocatore dello stesso livello (definito in base alle statistiche delle partite dei diversi giocatori), prima di collegarli automaticamente per giocare; vedi per esempio le code di matchmaking di League of Legends.